# 훙다우빙
훙다우빙 (중국어 정체자: 紅豆冰)은 홍콩의 대중적인 팥 음료이다. 홍콩의 전통 카페인 차찬텡에서 쉽게 찾아볼 수 있으며, 여름에는 인기 있는 후식으로 잘리잡아 있다. 홍콩 뿐만 아니라 중국 광둥성과 대만, 그리고 말레이시아, 싱가포르, 인도네시아 등 화교 지역에서도 찾아볼 수 있다. 기본적으로 훙다우빙은 팥과 설탕, 무당연유를 담아 만든다.
원래는 1960년대 들어 홍콩에서 자리잡은 시원한 음료판매점인 '빙실' (冰室, 빙삿)에서 팔던 음료로, 1970년대부터 판매되기 시작한 것으로 알려져 있다. 팥과 흑설탕을 섞어 만든 팥소를 식힌 다음, 손님이 주문하면 팥을 컵에 부은 뒤 으깬 얼음을 넣고 우유를 부어 제공했다. 일부 식당에서는 과일 젤리를 위에 얹어 장식하기도 하였다.
'훙다우빙'은 광둥어 발음으로 표준중국어로는 '홍더우빙'이라 발음한다. 영어로는 한자를 직역하여 'Red bean ice'이란 이름으로 알려져 있다. 간혹 훙다우빙 위에 아이스크림을 얹어 후식으로 먹기도 하는디 이를 쉿거우훙다우빙 (중국어 간체자: 雪糕红豆冰, 정체자: 雪糕紅豆冰)이라 부른다.

## 같이 보기
- 훙더우탕
- 팥빙수
- 아이스 카창